# Niles Eldredge
Niles Eldredge (25 augustus 1943) is een Amerikaans paleontoloog en evolutiebioloog. Samen met Stephen Jay Gould, ontwierp hij 1972 de theorie van het punctuated equilibrium. Deze theorie, die een variant is van de evolutietheorie, gaat ervan uit dat de evolutie niet geleidelijk gaat maar afwisselend lange perioden kent van stabiliteit en korte perioden waarin groeispurten optreden in de evolutionaire ontwikkeling van soorten.
Eldredge studeerde Antropologie aan de Columbia University in New York, waar hij in 1969 cum laude promoveerde. Reeds tijdens zijn studietijd deed hij onderzoek bij het American Museum of Natural History.
Tussen 1969 en 1979 was hij (assistant) curator bij het American Museum of Natural History. Tussen 1984 en 1991 was hij daar chef curator. Verder is hij hoogleraar biologie aan de City University of New York en aan de afdeling geologie van de Columbia University.
Eldredge heeft meer dan 160 publicaties op zijn naam staan. In zijn werken verdedigde hij de evolutietheorie en bestreed het creationisme. Hij is echter kritisch ten opzichte van de evolutionaire psychologie. Hij vindt dat de rol van genen en seks zoals bijvoorbeeld door Richard Dawkins wordt benadrukt, niet of slechts met mate van toepassing is op het verklaren van het menselijk gedrag.
Verder is hij een verdienstelijk jazztrompettist en houdt hij er een verzameling negentiende-eeuwse trompetten op na.
- Bibsys: 90193447
- Biblioteca Nacional de España: XX1292407
- Bibliothèque nationale de France: cb12277329g (data)
- Catàleg d'autoritats de noms i títols de Catalunya: 981058617969906706
- CiNii: DA00836423
- Gemeinsame Normdatei: 172061474
- International Standard Name Identifier: 0000 0001 3656 8093
- Library of Congress Control Number: n79006364
- Nationale Bibliotheek van Letland: 000029261
- Bibliotheek van het Japanse parlement: 00438781
- Nationale Bibliotheek van Tsjechië: jo2005314438
- Nationale bibliotheek van Australië: 35060586
- Nationale Bibliotheek van Israël: 987007260886905171
- Nationale en Universitaire bibliotheek Zagreb: 000080063
- Nederlandse Thesaurus van Auteursnamen: 067987990
- Réseau des bibliothèques de Suisse occidentale: 02-A003213592
- SNAC: w6kw7bnc
- Système universitaire de documentation: 031587976
- Virtual International Authority File: 90642138
- WorldCat: E39PBJd3J8JMb9rWgrHJFmTGpP